# گمینا سوکووه
گمینا سوکووه (به لهستانی:  Gmina Sokoły) یک گمینا در لهستان است که در شهرستان وسوکیه مازوویتسکیه واقع شده‌است. گمینا سوکووه ۱۵۵٫۵۷ کیلومتر مربع مساحت و ۵٬۸۴۳ نفر جمعیت دارد.